# Шахматный листок
Шахматный листок — издательство Высшего совета физической культуры (ВСФК), которое специализировалось на выпуске шахматной литературы. Создано в Ленинграде (1926) на базе журнала с одноимённым названием.
Состав правления: Н. Крыленко (председатель), С. Вайнштейн, А. Ильин-Женевский, П. Романовский, Л. Куббель, С. Левман. 
Издавало журнал «Шахматный листок» (см. в ст. «Шахматы в СССР»), книги по шахматам и шашкам, в том числе монографии Эм. Ласкера, А. Нимцовича, Р. Рети, С. Тартаковера, П. Романовского, Г. Левенфиша, Б. Блюменфельда, В. Созина и других, сборник партий Московского международного турнира (1925), «Словарь шахматиста» (1929). В 1927 «Шахматный листок» начал выпуск сборников «Задачи и этюды», в 1929 — «Библиотечки шахматиста», где печатались лучшие партии советских и иностранных шахматистов; разовые тиражи изданий от 3½ до 12 тысяч экземпляров. В 1930 издательство «Шахматный листок» было объединено с издательством «Физкультура и спорт».